# ملخصات الكتب
تعتبر ملخصات الكتب أداة قيّمة للطلاب والباحثين والمهتمين بالقراءة، حيث تساعدهم على التعرف على المحتوى الأساسي للكتب والمفاهيم الرئيسية الموجودة فيها دون الحاجة إلى قراءة الكتاب بأكمله. تعمل ملخصات الكتب على توفير الوقت والجهد، وتعزيز الفهم العميق للمواضيع المدروسة.

## تاريخ ملخصات
الكتب ظهرت ملخصات الكتب في الأدب العالمي منذ فترات طويلة. البداية كانت مع التعليقات والشروح التي كتبها العلماء والمفسرون لنصوص أدبية ودينية معقدة، وقد تطورت على مر العصور لتشمل ملخصات مختلف أنواع الكتب والأعمال الأدبية.

## أنواع ملخصات الكتب
تنقسم ملخصات الكتب إلى عدة أنواع بناءً على الهدف منها وطريقة تقديم المعلومات:
1. الملخصات الوصفية: تتضمن هذه الملخصات وصفاً للموضوع الرئيسي للكتاب وأهم النقاط التي يتناولها، بالإضافة إلى بعض المعلومات عن المؤلف والناشر وتاريخ النشر.
2. الملخصات التحليلية: تتضمن هذه الملخصات تحليلًا عميقًا للموضوعات والمفاهيم الموجودة في الكتاب، وتسلط الضوء على النقاط القوية والضعيفة في الأدب والأفكار المقدمة.
3. الملخصات النقدية: تتضمن هذه الملخصات تقييمًا للكتاب من حيث جودة الأفكار والأدب، ويشتمل على توجيهات لتحسين العمل وتطويره.

## كيفية إعداد ملخص الكتب
إعداد ملخص جيد للكتاب يتطلب تحليلاً دقيقاً لمحتوى الكتاب وفهماً عميقاً للمفاهيم والأفكار المقدمة. إليك بعض الخطوات التي يمكن اتباعها لإعداد ملخص الكتاب:
1. قراءة الكتاب بتمعن: يتطلب إعداد ملخص جيد قراءة الكتاب بشكل متأن ومتعمق لفهم النقاط الأساسية والتفاصيل الدقيقة.
2. تحديد الموضوع الرئيسي: بعد قراءة الكتاب، يجب تحديد الموضوع الرئيسي الذي يتناوله الكتاب والذي يمثل جوهر العمل.
3. استخراج الأفكار الرئيسية: قم بتحديد الأفكار الرئيسية والنقاط الهامة التي يقدمها الكتاب. يمكن أن تكون هذه الأفكار موجودة في عناوين الفصول أو في نص الفصل نفسه.
4. كتابة الملخص: بعد استخراج النقاط الأساسية، ابدأ في كتابة الملخص بطريقة موجزة وواضحة. تأكد من تقديم المعلومات بشكل منظم ومنسق، بحيث يكون سهل القراءة والفهم.
5. استعراض وتحرير الملخص: بعد كتابة الملخص، استعرضه للتأكد من أنه يغطي جميع النقاط الأساسية في الكتاب وأنه لا يحتوي على أخطاء لغوية أو إملائية. قد يكون من المفيد الرجوع إلى الكتاب أثناء المراجعة للتأكد من دقة المعلومات المقدمة.
6. الحصول على رأي آخر: قد يكون من المفيد الحصول على رأي شخص آخر في الملخص للتأكد من أنه يقدم نظرة عامة دقيقة وموجزة للكتاب.

باتباع هذه الخطوات، يمكنك إعداد ملخص جيد للكتاب يساعد القراء على فهم الموضوعات والمفاهيم الأساسية الموجودة في العمل. تذكر أن الملخص يجب أن يكون موجزاً وواضحاً، ويقدم معلومات دقيقة حول المحتوى الأساسي للكتاب دون إعطاء تفاصيل زائدة عن الحاجة.

## فوائد ملخصات الكتب
توفر ملخصات الكتب العديد من الفوائد للقراء، بما في ذلك:
1. توفير الوقت: تساعد ملخصات الكتب القراء على الحصول على فكرة عامة عن محتوى الكتاب دون الحاجة إلى قراءته بالكامل، مما يوفر الوقت والجهد.
2. تسهيل الفهم: تساعد ملخصات الكتب على تبسيط المعلومات والمفاهيم الموجودة في الكتاب وتقديمها بطريقة موجزة وواضحة، مما يجعلها أكثر قابلية للفهم.
3. مراجعة سريعة: تعتبر ملخصات الكتب مرجعاً مفيداً عند الرغبة في مراجعة المعلومات والمفاهيم الأساسية للكتاب، سواء كان ذلك لأغراض دراسية أو شخصية.
4. مقارنة الكتب: توفر ملخصات الكتب إمكانية مقارنة عدة كتب ذات موضوعات متشابهة بسهولة وسرورة، مما يساعد القراء على اختيار الكتاب المناسب لاحتياجاتهم واهتماماتهم.
5. تعزيز التفكير النقدي: قراءة ملخصات الكتب ومقارنتها يمكن أن يساعد القراء على تطوير مهارات التفكير النقدي والتحليلي من خلال تقييم جودة الأفكار والأدب المقدم في الكتب المختلفة.
6. تعلم مهارات التلخيص: يساعد كتابة ملخصات الكتب القراء والباحثين على تعلم مهارات التلخيص والتعبير عن المعلومات بطريقة موجزة وفعالة، مما يمكن أن يفيد في مجالات أخرى من الحياة المهنية والأكاديمية.
7. تعزيز المشاركة والنقاش: تشجع ملخصات الكتب القراء على المشاركة في نقاشات حول الكتب والموضوعات المتناولة فيها، مما يساهم في تعزيز التواصل والتفاعل بين القراء وتبادل الآراء والأفكار.
8. الوصول إلى محتوى ثري: توفر ملخصات الكتب الفرصة للاطلاع على محتوى ثري من الكتب المختلفة وزيادة المعرفة والثقافة العامة للقراء.

في الختام، تعتبر ملخصات الكتب أداة قيّمة للطلاب والباحثين والمهتمين بالقراءة، حيث توفر فهماً أساسياً للمحتوى والمفاهيم الرئيسية الموجودة في الكتب وتعزز الفهم العميق للمواضيع المدروسة. بالإضافة إلى ذلك، تساهم ملخصات الكتب في تطوير مهارات التفكير النقدي والتحليلي وتعزيز التواصل والتفاعل بين القراء.